# Загриш (Алба)
Загриш (рум. Zăgriș) насеље је у Румунији у округу Алба у општини Галда де Жос. Oпштина се налази на надморској висини од 477 m.

## Становништво
Према подацима из 2002. године у насељу је живело 6 становника, од којих су сви румунске националности.